# یواس نیوز اند ورلد ریپورت
یو. اس. نیوز اند ورلد ریپورت (به انگلیسی: U.S. News & World Report)، یکی از مجله‌های خبری-تحلیلی آمریکا است که در واشینگتن، دی.سی. چاپ می‌شود. یو. اس. نیوز همراه با نیوزویک و تایم جزو مجلات مشهور آمریکا است که در حوزه‌های سیاست، اقتصاد و سلامت خبررسانی می‌کند. در سال‌های اخیر عمده شهرت یو. اس. نیوز به خاطر ارائه رتبه‌بندی کالج‌ها، دانشکده‌های پزشکی و بیمارستان‌های آمریکا بوده است.

## تاریخچه
یونایتد استیتس نیوز (به انگلیسی: United States News) در سال ۱۹۱۳ توسط دیوید لارنس (۱۹۷۳-۱۹۸۸) پایه‌گذاری شد. لارنس در سال ۱۹۴۶ مجله ورلد ریپورت (به انگلیسی: World Report) را هم منتشر کرد که سرانجام هر دو مجله در سال ۱۹۴۸ ادغام شدند. در سال ۱۹۸۴ مجله توسط مورتیمر زوکرمن که صاحب نیویورک دیلی نیوز بود، خریداری شد.